# Maxodontus ecuadorator
Maxodontus ecuadorator är en stekelart som beskrevs av Diller 1994. Maxodontus ecuadorator ingår i släktet Maxodontus, och familjen brokparasitsteklar. Inga underarter finns listade.